# ブランディングテクノロジー
ブランディングテクノロジー株式会社（英文社名： Branding Technology Inc．）は、東京都渋谷区南平台町に本社を置くインターネットのマーケティング支援企業。

## 概要
2001年8月設立。インターネットを活用したコンサルティング・プロモーション支援・クリエイティブ制作を行う。
2019年、東京証券取引所マザーズ市場上場。2022年4月4日付で、東証マザーズ市場から東証グロース市場へ変更。

## 事業内容

### ブランド事業
- ウェブサイト制作
- ブランディング支援

### デジタルマーケティング事業
- インターネット広告運用代理
  - リスティング広告
  - 動画広告
  - SNS広告
  - DSP広告
- SEO対策
- クリエイティブ制作
  - バナー制作
  - LP制作

## 拠点
- 東京本社　〒150-0036 東京都渋谷区南平台町15-13 帝都渋谷ビル4F・5F
- 名古屋営業所　〒460-0002　愛知県名古屋市中区丸の内1丁目10−29 白川第8ビル5F
- 大阪営業所　〒532-0011　大阪府大阪市淀川区西中島3-3-9 AXIS新大阪ビル-Ⅱ8F
- 福岡営業所　〒812-0013 福岡県福岡市博多区博多駅東3-10-15 博多駅東アトルビル4F

## グループ企業
- 株式会社アザナ
- VIETRY CO., LTD.
- 株式会社ファングリー
- 株式会社シンフォニカル

## 沿革
- 2001年（平成13年）
  - 8月 - 東京都世田谷区に「有限会社フリーセル」設立。歯科医院専門ポータルサイト「歯科タウン」開設。
- 2002年（平成14年）
  - 1月 - 有限会社から「株式会社フリーセル」に組織変更。
  - 10月 - 本社を東京都渋谷区道玄坂へ移転。
- 2003年（平成15年）
  - 10月 - 「歯科タウン」掲載可能地域を全国へ拡大。
- 2004年（平成16年）
  - 11月 - 福岡営業所開設。
- 2006年（平成18年）
  - 3月 - 本社を東京都渋谷区南平台（現本店所在地）に移転[5]。
  - 9月 - 大阪営業所開設。
  - 10月 - グーグルアドワーズ代理店に認定[6]。
- 2007年（平成19年）
  - 12月 - オーバーチュアオンライン代理店に認定[7]。
- 2008年（平成20年）
  - 3月 - 名古屋営業所開設。
- 2010年（平成22年）
  - 4月 - 「沖縄マーケティングセンター」開設。
- 2012年（平成24年）
  - 3月 - ベトナムに現地法人「FREESALE VIETNAM CO.,LTD.」（2019年「VieTry Co.,Ltd.」へ社名変更）を設立。
  - 8月 - Googleより「Google アナリティクス認定パートナー」に認定[8]。
- 2013年（平成25年）
  - 3月 - シンガポールに「FREESALE ASIA PTE.LTD.」（2018年「Branding Technology Asia Pte.,Ltd.」へ社名変更）を設立。
  - 4月 - 沖縄マーケティングセンターを「株式会社アザナ」として分社化。
- 2016年（平成28年）
  - 3月 - 広島営業所開設。
- 2018年（平成30年）
  - 11月 - 「ブランディングテクノロジー株式会社」へ社名変更[9]。
- 2019年（令和1年）
  - 6月 - 東京証券取引所マザーズ市場に株式を上場[2]。
- 2020年（令和2年）
  - 9月 - 株式会社スカラと行政・自治体のDX推進を目的とした合弁会社「株式会社ソーシャルスタジオ」を設立[10]。
  - 10月 - 「株式会社ファングリー」を設立[11]。
- 2022年（令和4年）
  - 4月 - 4月4日付で、東京証券取引所マザーズ市場から東京証券取引所グロース市場に変更[4]。
  - 10月 - 「株式会社シンフォニカル」を設立[12]。
- 2023年（令和5年）
  - 2月 - 健康優良企業「銀の認定（健康優良企業認定番号 健銀第2364号）」を取得[13]。
  - 3月 - 経済産業省が推進する「健康経営優良法人2023（大規模法人部門）」を取得[14]。
- 2024年（令和6年）
  - 3月 - 健康優良企業「銀の認定（健康優良企業認定番号 健銀第2364号（1））」を更新認定[13][15]。

## 各種認定
- Google Premiere Partner[6]
- Google Marketing Platform 認定（専門分野：アナリティクス）[8]
- LINEヤフー Sales Partner Select[16]
- Indeed 認定パートナー ブロンズ[17]
- アドエビス EBiStar 認定パートナー[18]